# Titouan Lamazou
Titouan Lamazou (eredetileg Antoine Lamazou) (Casablanca, 1955. július 11. –) francia festő, író és tengerész; az első, 1989–1990-es Vendée Globe vitorlásverseny győztese.

## Életpályája

### A vitorlázó
Tizenhét évesen döntött úgy, hogy körbevitorlázza a világot. 1975-ben kibérelte a Vendredi 13 nevű hajót Yvon Fauconnier-től, majd rövid idő múlva a személyzet tagja lett Eric Tabarly Pen Duick VI nevű hajóján. 1985-ben szerezte meg az első  saját hajóját, az Ecureuil d'Aquitaine I-et, amellyel számos versenyen vett részt, így a BOC Challenge, a Transat Québec-Saint-Malo és a C-Star versenyeken.
1989-ben Lamazou résztvevője lett az az újonnan létrehozott első Vendée Globe-nak, és győzelmet is aratott az Ecureuil d'Aquitaine II-vel. 1990-ben a Route du Rhum versenyen a tizenegyedik helyen végzett.
1991-ben Florence Arthaud-val közösen alapította meg  a Jules Verne-díjat (Trophée Verne), amely a Föld körüli vitorlázás világrekordjára született. Két évvel később készült el a Tag Heuer nevű vitorlása, az addigi legnagyobb egytestű, kompozit szerkezetű versenyvitorlás. A hajó elsüllyedését követően véget ért professzionális vitorlázó karrierje, és egy újabb projekttel kötelezte el magát, ami nem más, mint egy festőműterem. „Offshore” műterme nyitott a művészek számára a világ minden tájáról.

### A művész és író
1988-ban jelent meg a „Sous les toits de terre” című könyv Lamazou illusztrációival. Útijegyzetei, a „carnet de voyage” és a „carnet de voyage 2” 1998-ban, illetve 2000-ben jelentek meg. 2002 óta Lamazou portrékat készít nőkről, e projekt neve „Nők a világ minden tájáról” (femmes du monde).  2003-ban Koichiro Matsuurától megkapta az UNESCO „Művészek a békéért” elismerését  és a hivatalos francia „tenger festője” (Peintre de la Marine) címet is elnyerte.

## Bibliográfia
- 1988: Sous les toits de terre: éléments d'architecture traditionnelle et décoration picturale dans l'habitat berbère des hautes vallées
- 1989: Un hiver berbère – journal d'un séjour dans le haut-atlas
- 1990: Le trésor de l'Atlas
- 1998: Carnets de voyage 1 Egypte, Cuba, Bénin, Grèce, Japon
- 2000: Carnets de voyage 2 Haïti, Mali, Colombie, Russie, Indonésie
- 2000: Rêves de désert
- 2001: Titouan, Congo, Kinshasa
- 2002: Renaud, vu par Titouan Lamazou
- 2002: Les Îles Grecques
- 2003: Titouan en Haïti
- 2005: Journeys And Journals: Five Centuries of Travel Writing
- 2007: Femmes du monde
- 2008: Guide de manœuvre

## Kiállítások
- 1998: Compositions de voyage – Iparművészeti Múzeum (a Louvre Nyugati szárnyában)
- 2000: Désert – a Cartier Alapítvány a kortárs Művészetért szervezésében
- 2002-től 2006-ig: Titouan au Kongo – (vándorkiállítás)
- 2005: Femmes d’Indonésie – Nemzeti Galéria, Jakarta
- 2007-től 2008-ig: Femmes du monde – Musée de l’Homme, Párizs